# Khazaneh Fallah
Khazaneh Fallah est un quartier du sud-ouest de Téhéran, la capitale de l’Iran.